# سرخیو کانالس
سرخیو کانالس مادرازو (اسپانیایی: Sergio Canales Madrazo‎؛ زادهٔ ۱۶ فوریهٔ ۱۹۹۱) بازیکن فوتبال اهل اسپانیا است که در باشگاه فوتبال رئال بتیس بازی میکند.

## دوران باشگاهی

### راسینگ سانتاندر
کانالس در ۱۸ سپتامبر سال ۲۰۰۸ برای اولین بار در لیست تیم اصلی راسینگ سانتاندر قرار گرفت. تقریباً دو هفته بعد نیز در بازی‌های لیگ، اولین بازی خود را برای این تیم در برابر اوساسونا انجام داد که با برد ۱–۰ تیمش همراه بود.
کانالس زمانیکه در ریسینگ فرصت بیشتری بدست آورد، شروع به درخشش کرد و در ۶ دسامبر ۲۰۰۹، ابتدا در مقابل اسپانیول، موفق شد ۲ بار گلزنی کند تا تیمش با نتیجه ۴–۱ به برتری رسیده باشد. در ادامه نیز در وی در برابر سویا دو بار گلزنی کرد و برای اولین بار، به عنوان بهترین بازیکن زمین، انتخاب شد. در ادامه در بازی رئال وایادولید که با نتیجه ۱–۱ به پایان رسید، تک گل تیمش را زد تا در نخستین فصلش در لالیگا، موفق به زدن ۶ گل و دادن ۴ پاس گل شود و به تیمش برای بقا در لیگ، کمک شایانی کرد.

### رئال مادرید
در ۱۲ فوریه سال ۲۰۱۰، کانالس با عقد قراردادی ۶ ساله؛ به ارزش ۴٫۵ میلیون یورو، به تیم رئال مادرید پیوست. در ۴ اوت همان سال، وی اولین بازی خود را برای رئال مادرید انجام داد و در برد ۳–۲ تیمش نقش داشت و موفق شد یکبار گلزنی کند. در ۲۹ اوت، اولین بازی لیگ خود را برای رئال مادرید و در برابر رئال مایورکا انجام داد که ان بازی، ۰–۰ مساوی شد. در ماه اکتبر، فرانسیسکو خنتو، اسطوره باشگاه رئال مادرید، در یک مصاحبه اختصاصی با با سایت این باشگاه، به تمجید از کانالس پرداخت و گفت:
 کانالس نیز بمانند من، با رئال مادرید عناوین قهرمانی زیادی کسب خواهد کرد و به تاریخچه باشگاه خواهد پیوست

## تیم ملی
در سال ۲۰۰۸، کانالس به تیم زیر ۱۷ سال کمک زیادی کرد تا این تیم در نهایت، قهرمان مسابقات زیر ۱۷ سال اروپا در ترکیه شود.
در ۱۹ سالگی، به تیم زیر ۲۱ سال اسپانیا دعوت شد و در ۲ بازی اولش، ۲ بار گلزنی کرد.

## وضعیت آماری
| باشگاه             | فصل        | لیگ  | لیگ | لیگ    | جام حذفی | جام حذفی | جام حذفی | اروپا | اروپا | اروپا  | مجموع | مجموع | مجموع  |
| باشگاه             | فصل        | بازی | گل  | پاس گل | بازی     | گل       | پاس گل   | بازی  | گل    | پاس گل | بازی  | گل    | پاس گل |
| ------------------ | ---------- | ---- | --- | ------ | -------- | -------- | -------- | ----- | ----- | ------ | ----- | ----- | ------ |
| راسینگ سانتاندر بی | ۲۰۰۸–۰۹    | ۲۰   | ۱   | -      | —        | —        | —        | —     | —     | —      | ۲۰    | ۱     | -      |
| راسینگ سانتاندر بی | ۲۰۰۹–۱۰    | ۸    | ۳   | -      | —        | —        | —        | —     | —     | —      | ۸     | ۳     | -      |
| راسینگ سانتاندر بی | مجموع      | ۲۸   | ۴   | -      | —        | —        | —        | —     | —     | —      | ۲۸    | ۴     | -      |
| راسینگ سانتاندر    | ۲۰۰۸–۰۹    | ۶    | ۰   | ۱      | ۱        | ۰        | ۰        | ۱     | ۰     | ۰      | ۸     | ۰     | ۱      |
| راسینگ سانتاندر    | ۲۰۰۹–۱۰    | ۲۶   | ۶   | ۴      | ۵        | ۱        | ۱        | —     | —     | —      | ۳۱    | ۷     | ۵      |
| راسینگ سانتاندر    | مجموع      | ۳۲   | ۶   | ۵      | ۶        | ۱        | ۱        | ۱     | ۰     | ۰      | ۳۹    | ۷     | ۶      |
| رئال مادرید        | ۲۰۱۰–۱۱    | ۴    | ۰   | ۰      | ۳        | ۰        | ۰        | ۲     | ۰     | ۰      | ۹     | ۰     | ۰      |
| رئال مادرید        | مجموع      | ۴    | ۰   | ۰      | ۳        | ۰        | ۰        | ۲     | ۰     | ۰      | ۹     | ۰     | ۰      |
| مجموع آمار         | مجموع آمار | ۶۴   | ۱۰  | ۵      | ۹        | ۱        | ۱        | ۳     | ۰     | ۰      | ۷۶    | ۱۱    | ۶      |

## افتخارات

### ملی
- قهرمان مسابقات زیر ۱۷ سال جام ملتهای اروپا